# 비정규직 보호법
비정규직 보호법은 기간제 및 단시간근로자 보호 등에 관한 법률, 파견근로자보호 등에 관한 법률, 노동위원회법 등 비정규직보호 관련 법률을 통틀어 이르는 말이다. 2006년 11월 30일 국회에서 통과되어 2007년 7월 1일부터 300인 이상 사업장에 적용되었다. 2008년 7월에는 100인 이상 사업장, 2009년 7월 1일에는 5인 이상 사업장으로 시행 범위가 확대되었다.

## 2006년 법안
2006년 11월 30일에 비정규직보호관련 3개의 법안이 대한민국 국회에서 통과되었다.
이 법의 뼈대는 다음과 같다.
- 근로자 100인 이상 기업 (이전에는 300인 이상인 기업)에 적용.
- 2년간 근무할 경우에 정규직으로 전환된다.

이러한 조건이 비정규직 근로자에게 불리하게 작용할 것이라는 우려가 있다. 첫 번째 조항으로 인해 비정규직 채용이 줄어들 것이라는 우려가 있다.
또 두 번째 항목으로 인해 2년 이하의 근무자는 해고해도 아무런 통제를 받지 않기에 오히려 대량 해고가 예상된다.

## 2009년 법안
2009년 3월 12일 비정규직노동자를 정규직 전환기간이 기존의 2년에서 4년으로 연장되는 비정규직법 개정안이 입법예고되었다. 국회 심의ㆍ의결 등의 절차를 거쳐 비정규직법의 개정이 이뤄진다면 기업은 비정규직 근로자를 정규직으로 전환하지 않고 4년까지 사용할 수 있게 된다. 비정규직법 개정안에 대해 노동계에서는 "4년 동안 안정적으로 비정규직을 쓸 수 있다면 누가 정규직을 뽑겠느냐"며 "결국 경총이나 사용자 측의 주장처럼 4년 연장안은 기간제한을 철폐하는 수순으로 갈 우려가 크다"며 반대한다는 입장을 보였다.

## 비정규직 관련 판례

### 2010년 대법원
2010년 7월 22일 대법원 제3행정부는 현대자동차 울산비정규직지회 그러니까 현대자동차가 하청업체를 통해 간접고용한 비정규직 노동자들이 권리를 주장하고 보호하기 위해 만든 노동조합의 최병승 조합원이 낸 부당해고 구제 재심에 대해 “2년 이상 근무한 사내하청 노동자는 원청회사가 정규직으로 직접 고용한 것으로 봐야한다”라는 취지의 판결을 내렸다. 이 판결은 노동운동을 이유로 한 해고를 당한 동희오토 비정규직 노동자들이 원청업체인 현대자동차를 상대로 복직투쟁을 벌이던 시기에 있었기 때문에, 비정규직 노동자들의 노동운동 역사에 영향을 주는 판결로 평가받는다.

### 2011년 고등법원
2010년 7월 대법원 판결로 사건이 고등법원으로 돌려보내짐으로써 진행된 서울 고등법원 재판에서도 2011년 2월에 같은 판결을 내렸다. 서울고등법원 행정3부(재판장 이대경)는 현대자동차 울산공장 의장공정에서 2년 넘게 사내하청 노동자로 일하다 해고된 최병승(35)조합원이 중앙노동위원회를 상대로 낸 부당해고 및 부당노동행위 구제 재심판정 취소 청구소송의 파기환송심 선고 공판에서 2011년 2월 10일 원고 승소 판결했다. 재판부는 판결문에서 “최병승 씨는 컨베이어벨트 좌우에 정규직 노동자들과 어울려 같은 업무를 수행했고, 현대차는 이들의 작업량과 방법, 순서 등을 결정했다”며 “현대차에 파견되어 2년 넘게 현대차에 의해 사용되었으므로 (현대차가) 직접 고용한 것으로 간주된다”고 밝혔다. 2년이상 일한 비정규직 노동자는 정규직으로 간주되므로,정규직으로 전환해야 한다는 판결이다. 그럼에도 현대자동차에서는 판결을 이행하지 않고 있다.

### 투쟁 중이거나 협상으로 노동쟁의가 해결된 기업
- 한국철도공사
- 코오롱
- 이랜드 - 이랜드의 유통업체 홈플러스 비정규직 노동자들이 80만원내외의 저임금 노동으로 착취받다가 계약만료를 이유로 집단 해고됨. 이랜드의 박성수 회장은 사랑의 교회에 출석하는 개신교 신자이기 때문에, 당연히 개신교 경제윤리에 따른 경영이 가능한가라는 논쟁을 낳았다.
- 기륭전자-서울 구로구에 위치한 전자회사, 집단해고된 그것도 문자 메시지만으로 해고가 통보된 날벼락을 맞은 비정규직 노동자들이 사옥앞에서 정규직 전환을 위한 비폭력투쟁을 하여 협상되었음.
- 동희오토-충남 서산시에 위치한 현대자동차 사내 하청기업으로 100%비정규직 노동자들이 현대자동차 매출에 '모닝신화'라는 말이 나올 정도로 큰 기여를 한 모닝 자동차 제조업 노동자로 근무. 최저임금보다 100원 많은 임금을 주는 착취와 노동운동을 이유로 한 부당해고 때문에 지역사회에서 피의 공장이라고 불렸다. 그래서 원청업체인 현대자동차를 상대로 물청소를 이유로 물을 뿌리고, 용역들과 경찰을 동원한 탄압을 받으면서도 노숙농성을 하는 비폭력투쟁을 하여, 2010년 복직됨.[6],[7]
- 현대자동차 - 2010년 울산과 아산공장에서 일하는 현대자동차 비정규직 노동자들이 정규직 전환을 위해 공장 점거 투쟁하였다. 현대자동차 비정규직 노동자들은 같은 일을 하고도 정규직에 비해 60-70%의 임금을 받는 임금차별, 인격적 모독, 계약연장의 조건으로 민주노총 금속노조 현대자동차 비정규직지회 탈퇴 요구 등의 부당한 대우를 받아왔다.[8] 사측에서 용역을 동원한 폭력으로 탄압하여 30대 비정규직 노동자가 분신하였으며(생명에는 지장이 없음), 누리꾼들의 울산 동부경찰서 누리집에서 항의하는 등 갈등이 해결될 기미가 없었지만, 끈질긴 투쟁끝에 비정규직 지회, 정규직 지회, 사측에서 '불법파견(제조업 노동자를 파견업체나 하청업체를 통해 간접고용하는 것은 법에 어긋나는 고용임)문제해결','손해배상 문제(정규직 지회에서 대신 납부하기로 함),'파업투쟁 참여자에 대한 고용안정'을 놓고 협상하기로 하였음.
- GM대우 - 2010년 금속노조 GM대우 비정규직 지회 에 속한 GM대우 비정규직 노동자들이 2007년 비정규직 노동조합 결성을 이유로 해고된 이후 해고자의 복직을 위해 고공농성, 비정규직 지회장의 단식투쟁, 촛불문화제를 4년간 하였다.[9] 진보신당 인천시당, 경기도당 부천당원협의회,사회당, 민주노동당 등의 진보정당들과 지역교회(가톨릭, 개신교)에서 GM대우 비정규직 해고노동자들의 복직투쟁을 지지하는 내용의 현수막 제작, 촛불문화제 참여, 가톨릭 미사 집전 및 주보에 GM대우에서 해고된 비정규직 노동자들의 복직투쟁이야기 담기,비정규직 문제 해결을 요구하는 종교인 성명(인천지역 가톨릭 교회와 개신교 교회 성직자들이 지엠대우 비정규직 노동자와 지엠대우 사이의 갈등 중재를 위해 작성/서명한 성명)으로 투쟁을 도왔다. 투쟁과정에서 대화로써 문제를 해결해가야할 GM대우의 대화거부와 고공농성하는 비정규직 해고 노동자 두 사람에 대한 식량지원을 방해하는 등의 반인권적 태도, 고공농성을 하고 있는 비정규직 노동자 두 사람의 건강문제 등 해결해야 할 문제들이 많이 있었다.2011년 2월 2일 해고 노동자 15명을 복직시키기로 협상되어 사실상 갈등이 해소되었다. 현재 크레인으로 정문아치에서 내려온 고공농성자와 단식투쟁을 한 달 넘게 하던 신현창 지회장은 인근 병원에서 치료를 받고 있다. 하지만 이들을 하청업체를 통해 간접고용하고 해고한 원청업체가 아닌 하청업체가 협상에 나선 점,복직기간이 분명하지 않은 점 등 한계도 보인다.
- 홍익대학교:홍익대학교에서 용역업체를 통해 간접고용한 청소부, 시설관리원, 경비원 즉, 비정규직 노동자들을 집단해고하여 2011년 1월 22일 현재 20일째 노동쟁의중이다.현재 집단해고된 비정규직 노동자들은 170명이며, 한달 임금 75만원,점심값 300원이란 터무니없는 대우를 받았다. 홍익대학교 일부 재학생,졸업생들은 촛불문화제 참여,투쟁후원금 320만원 지원으로, 트위터 사용자들의 모임 김여진과 날라리 외부세력,배우 김여진씨는 바자회,일간지 광고 싣기로 투쟁을 돕고 있다. 학교에서는 비정규직 노동자들의 권리투쟁을 외면하고 있으며,총학생회에서도 초기에 갈등을 겪었다.[10]

## 같이 보기
- 비정규직
- 노동법